# Puchar CEV w piłce siatkowej mężczyzn (1984/1985)
Puchar CEV siatkarzy 1984/1985 – 5. sezon Pucharu CEV rozgrywanego od 1980 roku, organizowanego przez Europejską Konfederację Piłki Siatkowej (CEV) w ramach europejskich pucharów dla męskich klubowych zespołów siatkarskich "starego kontynentu".

## Drużyny uczestniczące
- Panini Modena
- Makospor Bursa
- Partizan Belgrad
- Bayer 04 Leverkusen
- Sokol Wiedeń
- Stade Français
- PAOK Saloniki
- Kruikenburg Ternat
- Brevok Breda
- Delta Lloyd AMVJ Amstelveen
- VBC Leysin
- AS Grenoble
- Hormann VC Genk
- KFUM Volda

## Rozgrywki

### Ćwierćfinał
| Data  | Drużyna 1                   | Wynik | Drużyna 2                   | Sety     |
| ----- | --------------------------- | ----- | --------------------------- | -------- |
| 09.01 | Panini Modena               | 3:0   | Delta Lloyd AMVJ Amstelveen |          |
| 16.01 | Delta Lloyd AMVJ Amstelveen | 0:3   | Panini Modena               | walkower |
|       |                             |       |                             |          |
| 09.01 | AS Grenoble                 | 2:3   | Partizan Belgrad            |          |
| 16.01 | Partizan Belgrad            | 3:0   | AS Grenoble                 |          |
|       |                             |       |                             |          |
| 09.01 | Bayer Leverkusen            | 3:0   | Kruikenberg Ternat          |          |
| 16.01 | Kruikenberg Ternat          | 3:0   | Bayer Leverkusen            |          |
|       |                             |       |                             |          |
| 09.01 | Hormann VC Genk             | 3:1   | PAOK Saloniki               |          |
| 16.01 | PAOK Saloniki               | 3:1   | Hormann VC Genk             |          |

### Turniej finałowy
Wyniki
| Data  | Drużyna 1          | Wynik | Drużyna 2          | Sety                            |
| ----- | ------------------ | ----- | ------------------ | ------------------------------- |
| 15.02 | Partizan Belgrad   | 3:0   | Hormann VC Genk    | 15:5, 15:3, 15:1                |
| 15.02 | Panini Modena      | 3:0   | Kruikenberg Ternat | 15:12, 15:6, 15:12              |
|       |                    |       |                    |                                 |
| 16.02 | Kruikenberg Ternat | 3:0   | Hormann VC Genk    | 15:7, 15:12, 15:10              |
| 16.02 | Panini Modena      | 3:0   | Partizan Belgrad   | 15:7, 15:12, 15:1               |
|       |                    |       |                    |                                 |
| 17.02 | Panini Modena      | 3:0   | Hormann VC Genk    | 15:5, 15:8, 15:6                |
| 17.02 | Partizan Belgrad   | 3:2   | Kruikenberg Ternat | 15:10, 13:15, 15:11, 7:15, 15:6 |

Tabela
| Lp. | Drużyna            | Pkt | Mecze | Mecze | Mecze | Sety | Sety | Sety  |
| Lp. | Drużyna            | Pkt | M     | W     | P     | wyg. | prz. | ratio |
| --- | ------------------ | --- | ----- | ----- | ----- | ---- | ---- | ----- |
| 1   | Panini Modena      | 6   | 3     | 3     | 0     | 9    | 0    | MAX   |
| 2   | Partizan Belgrad   | 5   | 3     | 2     | 1     | 6    | 5    | 1.200 |
| 3   | Kruikenberg Ternat | 4   | 3     | 1     | 2     | 5    | 6    | 0.833 |
| 4   | Hormann VC Genk    | 3   | 3     | 0     | 3     | 0    | 9    | 0.000 |

## Klasyfikacja końcowa
| Miejsce | Drużyna            |
| ------- | ------------------ |
| złoto   | Panini Modena      |
| srebro  | Partizan Belgrad   |
| brąz    | Kruikenberg Ternat |
| 4.      | Hormann VC Genk    |